# Fondo di garanzia per le vittime della strada
Il Fondo di garanzia per le vittime della strada è un organismo di indennizzo nato in attuazione della Convenzione di Strasburgo del 1959 e regolato dal Nuovo Codice delle Assicurazioni Private (D.Lgs 209/2005) allo scopo di risarcire: 
1. i danni causati da veicolo o natante non identificato (inizialmente solo per i danni alla persona, ma dal 24 novembre 2007, a seguito del decreto legislativo n.198 del 6 novembre 2007, il risarcimento è dovuto anche per i danni alle cose, con una franchigia di Euro 500,00, in caso di danni gravi alla persona);
2. i danni causati da veicolo o natante identificato ma non coperti da assicurazione (inizialmente solo per i danni alla persona e per i danni a cose con una franchigia di € 500,00, ma dal 24 novembre 2007, a seguito del decreto legislativo n.198 del 6 novembre 2007, i danni alle cose verranno risarciti integralmente);
3. i danni cagionati da veicolo o natante che risulti assicurato presso un'impresa che al momento del sinistro si trovi in uno stato di liquidazione coatta (sia per i danni alla persona che a cose);
4. i danni causati da un veicolo posto in circolazione contro la volontà del proprietario (furto). La denuncia di furto deve essere stata presentata almeno 24 ore prima del sinistro (per i danni alla persona e alle cose subiti dai terzi non trasportati o trasportati contro la propria volontà, limitando l'intervento del Fondo al massimale di legge in vigore al momento del sinistro).

Il Fondo di garanzia per le vittime della strada, a seguito del decreto legislativo n.198 del 6 novembre 2007, provvede al risarcimento del danno anche nei seguenti casi:
1. sinistri causati da veicoli spediti nel territorio della Repubblica Italiana da un altro Stato dello Spazio Economico Europeo (Paesi della UE + Islanda, Norvegia e Lichtenstein) avvenuti nel periodo intercorrente dalla data di accettazione della consegna del veicolo e lo scadere del termine di 30 giorni (Art. 283, comma 1, lett. d-bis);
2. sinistri causati da veicoli esteri con targa non corrispondente o non più corrispondente allo stesso veicolo (Art. 283, comma 1, lett. d-ter).

Nei sinistri di cui all'art. 283 lett. b), d-bis) e d-ter) il risarcimento è dovuto per i danni alla persona nonché per i danni alle cose.
L'intervento del Fondo, nei casi sopracitati, è limitato al massimale di legge vigente alla data del sinistro.
L'istruttoria e la liquidazione dei danni per i sinistri di cui all'Art. 283 lett. a), b), d), d-bis) e d-ter) è quindi, per legge, di esclusiva competenza dell'Impresa Designata, individuata in base al luogo di accadimento del sinistro, alla quale va inviata la richiesta di risarcimento dei danni per l'apertura della pratica e nei cui confronti, in caso di mancata definizione transattiva, deve essere esercitata l'eventuale azione giudiziaria.
La designazione delle Imprese, valida per un triennio, avviene per legge tramite provvedimento dell'Isvap (l'ultimo attualmente in vigore è il provv. n. 2496 del 28/12/2006). 
Istituito presso la Consap SPA, è alimentato dalle imprese autorizzate all'esercizio dell'assicurazione obbligatoria.
Le somme necessarie a far fronte a questi risarcimenti vengono acquisite dal Fondo di Garanzia Vittime della Strada attraverso un prelievo percentuale sui premi incassati per le polizze RC Auto. Tale aliquota è infatti una componente del premio RCA.